# Guyangan (Bagor)
Guyangan is een bestuurslaag in het regentschap Nganjuk van de provincie Oost-Java, Indonesië. Guyangan telt 1917 inwoners (volkstelling 2010).